# Muzeum „Pana Tadeusza”
Muzeum Pana Tadeusza – część Ossolineum, prezentująca zbiory Zakładu na bogatym tle historycznym i literackim. Funkcjonuje od maja 2016 roku w kamienicy Pod Złotym Słońcem (Rynek 6) we Wrocławiu.
Otwarte zostało dzięki wsparciu udzielonemu z funduszy norweskich i funduszy EOG, pochodzących z Islandii, Liechtensteinu i Norwegii, oraz polskich środków, a także dzięki hojności mieszkańców Wrocławia. W 2019 roku Muzeum Pana Tadeusza otrzymało wyróżnienie jury Europejskiej Nagrody Muzealnej Roku (EMYA).
W muzeum prezentowane są dwie wystawy stałe. Pierwsza z nich Rękopis „Pana Tadeusza”, opowiada o powstaniu i recepcji książki niezwykłej – być może ostatniej, której fragmenty na pamięć znają niemal wszyscy Polacy. Jedyny istniejący rękopis mickiewiczowskiego arcydzieła w otoczeniu kilkuset autentycznych manuskryptów, starodruków, grafik, obrazów, rzeźb i przedmiotów codziennego użytku, zilustrowanych i skomentowanych przez ponad sto aplikacji i prezentacji multimedialnych – to zaproszenie do rozmowy o polskiej kulturze i historii walki o niepodległą ojczyznę. Druga część wystawy stałej, „Misja: Polska”, to wystawa o romantycznej idei wolności przeniesionej w realia II wojny światowej i czasów powojennych. Na przykładzie życiorysów Jana Nowaka-Jeziorańskiego i Władysława Bartoszewskiego prezentuje losy pokolenia, które dorastało w wolnej po 123 latach zaborów ojczyźnie, ale w 1939 roku stanęło przed koniecznością walki o niepodległość, a następnie o suwerenną obecność Polski w nowoczesnej Europie. Obaj świadkowie historii przekazali Ossolineum bezcenne zbiory dokumentujące ich losy, wydarzenia, w których uczestniczyli, a także kolekcje dzieł sztuki i archiwa.
Od początku działalności do końca kwietnia 2021 dyrektorem muzeum był Marcin Hamkało. Od początku maja 2021 muzeum kierowała wicedyrektor Zakładu Narodowego im. Ossolińskich, Magdalena Musiał. Aktualnie wicedyrektorem jest Mariusz Garbera.

## Historia powstania placówki

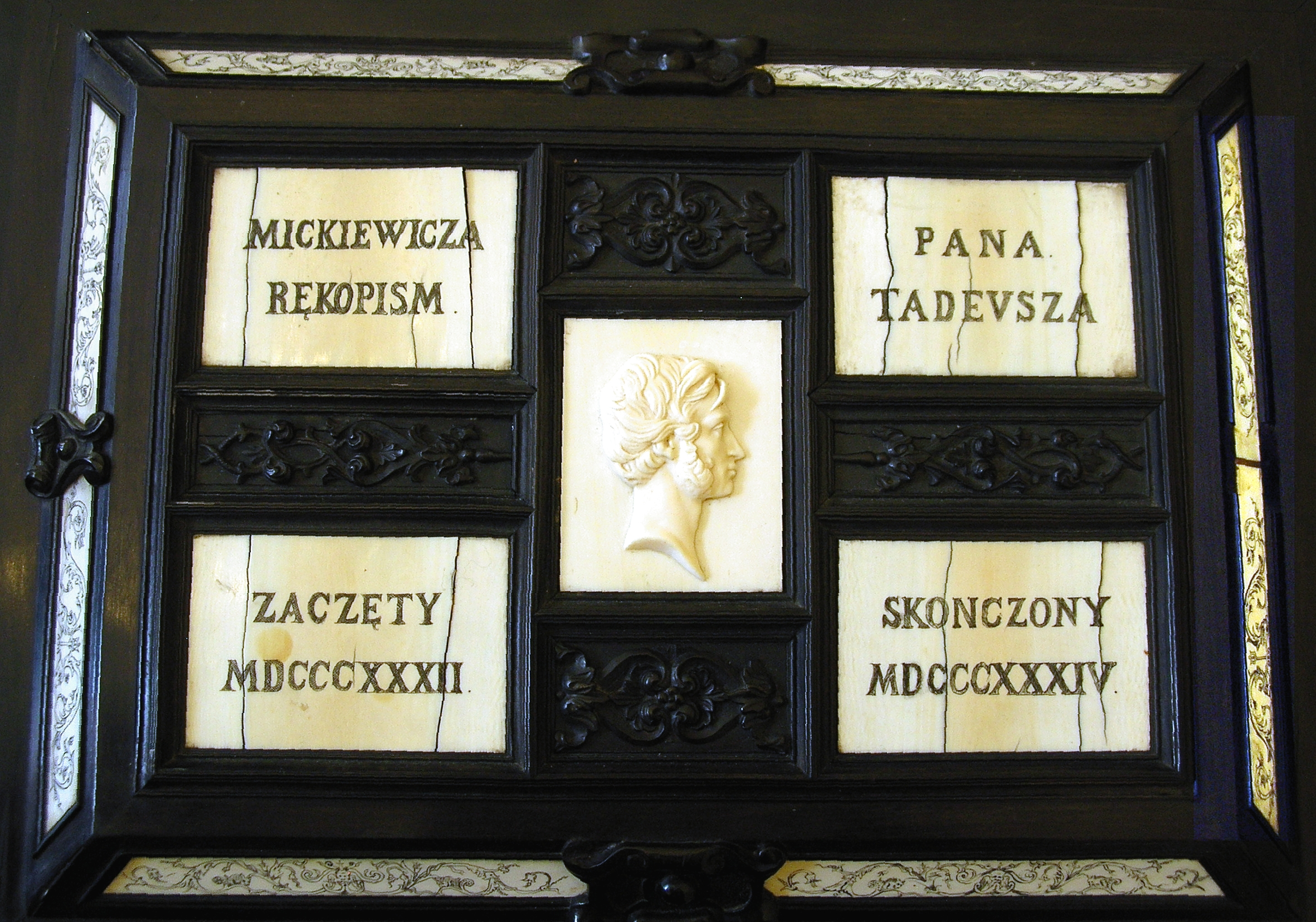
Wieko hebanowej szkatuły przeznaczonej do przechowywania manuskryptu Pana Tadeusza. Dzieło rzeźbiarza Józefa Brzostowskiego z 1873 roku.

W roku 2006 podjęto decyzję o remoncie generalnym kamienicy nr 6 we wrocławskim Rynku z zamiarem utworzenia w niej muzeum. Prace remontowe rozpoczęto w 2007, a w 2009 roku utworzona została Rada Programowa Muzeum Pana Tadeusza, w skład której oprócz dyrektora wrocławskiego Ossolineum, dra Adolfa Juzwenki, który w listopadzie 1999 wraz z ówczesnym prezydentem Wrocławia, Bogdanem Zdrojewskim doprowadził do przekazania Zakładowi Narodowemu im. Ossolińskich oryginalnego rękopisu „Pana Tadeusza” przez dotychczasowych jego właścicieli, rodzinę Tarnowskich, weszli m.in. przedstawiciele Uniwersytetu Jagiellońskiego w Krakowie, Uniwersytetu Wrocławskiego, Muzeum Powstania Warszawskiego oraz zespół Zakładu Narodowego im. Ossolińskich.
Wsparcie przy powstaniu Muzeum Pana Tadeusza udzielone zostało z funduszy norweskich i funduszy EOG, pochodzących z Islandii, Liechtensteinu i Norwegii, oraz środków krajowych.
Muzeum Pana Tadeusza zostało otwarte dla zwiedzających 23 kwietnia 2016 roku.

## Działalność muzeum

### Wystawa stała
Wystawa stała Muzeum Pana Tadeusza składa się z dwóch części: Rękopis „Pana Tadeusza” oraz Misja: Polska. Obecnie trwają prace nad przygotowaniem trzeciej części poświęconej życiu i twórczości Tadeusza Różewicza, którego zbiory zostały przekazane Ossolineum przez Miasto Wrocław.
- Rękopis „Pana Tadeusza” – powieść wprowadzająca w poetycką wizję Adama Mickiewicza, pokazująca świat polskiej szlachty pierwszej połowy dziewiętnastego wieku na niezwykle ciekawym tle polskiego i europejskiego romantyzmu oraz burzliwej historii ówczesnej Europy. Zabiera widzów w podróż, podczas której poznają kluczowe inspiracje, historię powstania, świat przedstawiony i recepcję epopei. Pokazujemy również sam rękopis „Pana Tadeusza”, który jest najcenniejszym eksponatem Ossolineum i jednym z najwartościowszych zabytków polskiej kultury. Na pierwszym i drugim piętrze wystawy stałej Rękopis „Pana Tadeusza” znajduje się dziesięć sal ekspozycyjnych[7].
- Misja: Polska – wystawa o romantycznej idei wolności przeniesionej w realia II wojny światowej i czasów powojennych. Na przykładzie życiorysów Jana Nowaka-Jeziorańskiego i Władysława Bartoszewskiego prezentuje losy pokolenia, które dorastało w wolnej po 123 latach zaborów ojczyźnie, ale w 1939 roku stanęło przed koniecznością walki o niepodległość, a następnie o suwerenną obecność Polski w nowoczesnej Europie. Obaj świadkowie historii przekazali Ossolineum bezcenne zbiory dokumentujące ich losy, wydarzenia, w których uczestniczyli, a także kolekcje dzieł sztuki i archiwa[8].
- Pan Tadeusz Różewicz – wystawa o Tadeuszu Różewiczu stanowi pomost między częścią literacką a historyczną Muzeum Pana Tadeusza, czyli treścią i kontekstami Mickiewiczowskiej epopei oraz ekspozycją „Misja: Polska”. Opowiada o bohaterze XX wieku, przedstawicielu pokolenia Kolumbów, który tak jak Jan Nowak-Jeziorański i Władysław Bartoszewski walczył z bronią w ręku w II wojnie światowej, ale po jej zakończeniu stronił od polityki. Chciał stać się głosem anonimowego człowieka, będąc jednocześnie wnikliwym obserwatorem i komentatorem rzeczywistości oraz wybitnym poetą. Można na niej zobaczyć wybór materiałów pochodzących z obszernego archiwum przekazanego Zakładowi Narodowemu im. Ossolińskich, obejmującego nie tylko bezcenne rękopisy, ale także dokumenty i przedmioty codziennego użytku oraz imponujący księgozbiór. Zbiory Ossolineum uzupełniają wypożyczenia z innych instytucji (malarstwo) i od osób prywatnych (osobiste pamiątki, fotografie)[9].

### Wystawy czasowe[10]
2022
- Fotograficzna przygoda w krainie Ducha Gór, wystawa planszowa była efektem konkursu dla uczniów biorących udział w projekcie „Z Ossolineum do centrum polszczyzny. Edukacyjna wędrówka po Sudetach”[11].
- Drukarze i romanse, wystawa towarzyszyła obchodom Roku Romantyzmu Polskiego, czyli dwusetnej rocznicy wydania w drukarni Józefa Zawadzkiego w Wilnie debiutanckiego tomu poezji Adama Mickiewicza, zawierającego słynne „Ballady i romanse”. Romantyczne artefakty zestawiono ze sztuką współczesną Piotra Bosackiego, 7 października 2022–11 grudnia 2022[12].
- Konopnicka ilustrowana, wystawa była częścią szóstej edycji Festiwalu Tradycji Literackich. Na wystawie można było zobaczyć ilustrowane wydania utworów Marii Konopnickiej dla dzieci pochodzące z końca XIX wieku, z Dwudziestolecia i z okresu PRL, 8 września 2022–4 grudnia 2022[13].
- 4x4 Ilustratorów – współczesne ilustracje książkowe z krajów Grupy Wyszehradzkiej, wystawa współczesnych ilustracji książkowych z krajów Grupy Wyszehradzkiej, 19 lipca 2022–28 sierpnia 2022[14].
- Byli sąsiadami: ludzkie wybory i zachowania w obliczu Zagłady, wystawa opowiadała o postawach, które wobec masowej eksterminacji ludności żydowskiej przyjęli mieszkańcy Europy, 4 maja 2022–17 lipca 2022[15].
- „Romantyczna włóczęga po Sudetach – prace Bogusza Zygmunta Stęczyńskiego ze zbiorów Ossolineum”, wystawa przybliża postać artysty-wędrowca czasów romantyzmu, porusza także zagadnienie początków turystyki sudeckiej oraz ponadczasowości tęsknoty za harmonią świata poszukiwaną w kontakcie z przyrodą. Ekspozycja prezentuje zarówno prace graficzne i unikatowe akwarele, rysunki oraz rękopisy autorstwa Stęczyńskiego, jak i przykłady grafiki śląskiej z XVIII–XIX w. ukazującej sudeckie widoki. Komentarzem do prezentowanych zabytkowych rysunków i grafik jest wystawa zdjęć współczesnego dolnośląskiego fotografa, Crisa Froese, 29 kwietnia–18 września 2022[16].
- Francuska Misja Wojskowa w Polsce. Pamiątki i fotografie ze zbiorów Ossolineum, ekspozycja ukazywała pamiątki i fotografie związane z historią Armii Polskiej we Francji i polsko-francuskiej współpracy wojskowej. Obiekty pochodziły ze zbiorów różnych działów Zakładu Narodowego im. Ossolińskich, 11 marca 2022–3 kwietnia 2022[17].

- Bartoszewski. Dlaczego nie ja?, wystawa prezentowana z okazji setnej rocznicy urodzin Władysława Bartoszewskiego. Wśród eksponatów znalazły się obiekty, które Profesor przekazał Zakładowi Narodowemu im. Ossolińskich, a które nie znalazły się w przestrzeni wystawy stałej „Misja: Polska” – odznaczenia, pamiątki, wycinki prasowe, listy, teksty wykładów, a także kalendarze, notatki osobiste oraz zapiski odsłaniające warsztat pracy historyka, publicysty i polityka, 4 marca–10 kwietnia 2022[18].

2021
- Wystawa dioramy „Boberhaus” / Dom nad Bobrem, wystawa prezentująca dioramę Boberhaus („Dom nad Bobrem”), stworzoną przez mistrza modelarstwa, Rainera Dierchena. Jest to makieta przedstawiająca nieistniejący już budynek, który przed II wojną światową znajdował się w Lwówku Śląskim i pełnił ważną rolę w wychowaniu i edukacji młodzieży, 5 grudnia 2021–20 lutego 2022[19].
- „Wrocławskie spacery Tadeusza Różewicza”, wystawa ilustracji będących elementem aplikacji „Wrocławskie spacery Tadeusza Różewicza”, 11 listopada 2021[20].
- Wystawa ilustracji Józefa Wilkonia do „Pana Tadeusza”, wystawa ilustracji Józefa Wilkonia, prezentowana w ramach Międzypokoleniowego Festiwalu Literatury Dziecięcej – Ojce i Dziatki. Eksponowane prace powstały w latach 60. i 70. XX wieku i zostały wykorzystane w trzech wydaniach „Pana Tadeusza”: w 1973 r. (wydawnictwo Arkady), w 2005 r. (wydawnictwo Agora) i w 2015 r. (oficyna Media Rodzina). Ilustracje zaprezentowano w formie reprodukcji o powiększonych rozmiarach wykonanych na płótnie, 20 sierpnia–29 sierpnia 2021[21].
- Štěpán Zavřel – Ilustracje, wystawa lustracji Štěpána Zavřela, prezentowana w ramach Międzypokoleniowego Festiwalu Literatury Dziecięcej – Ojce i Dziatki. Na ekspozycji zaprezentowano ilustracje do książek: „Dziadek Tomek”, „Sen o Wenecji”, „Odnalezione słońce” i „Ostatnie drzewo” wydawanych przez Wydawnictwo Tatarak w projekcie „Ja, Europejczyk”, współfinansowanym przez program Unii Europejskiej „Kreatywna Europa”, 10 sierpnia–19 sierpnia 2021[22].

- Stany osobne, projekt artystyczny i edukacyjny, którego główną częścią jest wystawa polsko-ukraińskiego tandemu fotografów Artistic Punks – Julii i Freda Abramovów. Ekspozycja stanowi próbę unaocznienia stanu, w jakim znajduje się osoba doświadczająca kryzysu psychicznego, 7 maja–22 sierpnia 2021[23].

#### 2020
- Sanatorium, przygotowana wspólnie z wrocławskimi artystami różnych specjalności opowieść o tym, jak społeczny dystans wpływa na proces twórczy, co niszczy i do czego inspiruje. W projekcie Sanatorium udział wzięli: Kama Sokolnicka, Aga Jarząb, Maciek Bączyk (KinoManual), Paweł Jarodzki, Filip Zawada, Marcin Kurek, Łukasz Rusznica, Piotr Bartos i Natalia Kabanow, 11 lipca–23 sierpnia 2020[24].
- Czesław Czapliński. Portrety z historią, wystawa zrealizowana w ramach projektu „Pan i Pani Kurier”, na której zaprezentowano kilkadziesiąt portretów Polaków: pisarzy, artystów, uczonych i polityków, którzy w ciągu ostatnich czterdziestu lat zapisali ważną kartę w światowej kulturze i nauce. Zobaczymy m.in. Zbigniewa Brzezińskiego, Elżbietę Czyżewską, Janusza Głowackiego, Jerzego Kosińskiego, Czesława Miłosza, Romana Polańskiego, Evy Rubinstein, Zbigniewa Rybczyńskiego, Leopolda Tyrmanda i Jana Nowaka-Jeziorańskiego, Kuriera z Warszawy i przez ćwierć wieku dyrektora Rozgłośni Polskiej Radia Wolna Europa, który był także bohaterem filmu Czaplińskiego – „Kolekcjoner”, 5–28 czerwca 2020[25].
- „Stał dwór szlachecki…” Fotografie Waldemara Śliwczyńskiego, wystawa fotografii autorstwa Waldemara Śliwczyńskiego, przedstawiających dwory, pałace i zameczki z wielkopolskiego szlaku Adama Mickiewicza, 1 marca–31 maja 2020[10].

#### 2019
- Wilno Mickiewicza i Słowackiego: tropem „Dziadów” cz. III, wystawa opowiadała o wileńskim procesie Filomatów i Filaretów (1823–1824), wydarzeniu które zaważyło na losach i twórczości Adama Mickiewicza i Juliusza Słowackiego – obaj poeci swoją młodość spędzili w Wilnie, kuratorzy: Małgorzata Orzeł (Zakład Narodowy im. Ossolińskich), Marijus Uzorka (Muzeum Narodowe – Pałac Wielkich Książąt Litewskich, Litwa), 8 listopada 2019 – 30 czerwca 2020[26]
- #ZAPOLSKA, wystawa w ramach III edycji Festiwalu Tradycji Literackich prezentująca fenomen życia i twórczości Gabrieli Zapolskiej; pisarki, aktorki, kolekcjonerki, artystki niepokornej i odważnej kobiety, 22 listopada 2019 – 16 lutego 2020[27]
- SENSO-litera, wystawa edukacyjna, 6 lipca–29 września 2019[28].
- Mama – Quentin Gréban, wystawa w ramach programu towarzyszącego Międzypokoleniowemu Festiwalowi Literatury Dziecięcej prezentująca ilustracji belgijskiego autora – Quentina Grébana, 7 czerwca 2019 – 30 czerwca 2019[29].
- „Kto Ty jesteś?”, wystawa w ramach Międzypokoleniowego Festiwalu Literatury Dziecięcej, prezentująca prace polskich autorów tworzących dla dzieci. Do projektu zostali zaproszeni graficy: Joanna Rusinek, Agata Dudek, Marianna Oklejak, Iwona Chmielewska, Marcin Bruchnalski, Piotr Fąfrowicz, Marianna Sztyma, Tomasz Samojlika, Joanna Concejo, Joanna Gębal, Piotr Socha, Piotr Karski, Aleksandra i Daniel Mizielińscy. Koncepcja: Kama Guzik, Agnieszka Karp-Szymanska, Monika Chrabąszcz-Tarkowska. Projekt graficzny: Monika Chrabąszcz-Tarkowska. Ilustratorzy: Marcin Bruchnalski, Iwona Chmielewska, Joanna Concejo, Agata Dudek, Piotr Fafrowicz, Joanna Gebal, Piotr Karski, Aleksandra i Daniel Mizielinscy, Marianna Oklejak, Joanna Rusinek, Tomasz Samojlik, Piotr Socha, Marianna Sztyma. Wydawnictwa: Austeria, Bajka, Centrala, Dwie Siostry, Egmont, Literatura, MediaRodzina, Muchomor, Tako, Tamaryn, Widnokrag, Znak emoticon, 14 czerwca–31 sierpnia 2019[30].
- Nasz malarz Orłowski. Rysunki Aleksandra Orłowskiego, wystawa blisko sześćdziesięciu rysunków prezentująca część ossolińskiej kolekcji, 14 września–27 października 2019[31].
- Filmy Różewiczów, wystawa planszowa towarzyszyła drugiemu cyklowi filmowemu prezentowanemu w studyjnym kinie Popiół i Diament w Muzeum Pana Tadeusza. Na wystawie prezentowane był kadry z filmów, których scenariusze tworzyli Kornel Filipowicz i Tadeusz Różewicz, a za reżyserię odpowiadał Stanisław Różewicz, 22 marca–4 czerwca 2019[32].
- Tadeusz Różewicz w obiektywie Adama Hawałeja, wystawa prezentująca dwadzieścia cztery wielkoformatowe fotografie Tadeusza Różewicza autorstwa Adama Hawałeja, jednego z najbardziej znanych wrocławskich fotoreporterów, 28 lutego–2 czerwca 2019[33].

#### 2018
- Łzy rzeczy, wystawa w ramach II Festiwalu Tradycji Literackich, prezentująca fotografie uczennic i uczniów Ośrodka Socjoterapii nr 2 we Wrocławiu, które zostały wykonane podczas cyklu warsztatów Studium przedmiotu inspirowanych twórczością Zbigniewa Herberta, 30 listopada 2018 – 30 grudnia 2018[34]
- Prawem naszym – zmartwychwstanie, wystawa czasowa z okazji stulecia odzyskania przez Polskę niepodległości, wielowątkowa opowieść o polskich drogach do wolności, 11 grudnia 2018 – 24 marca 2019[35]
- „Dzieje grzechu” Stefana Żeromskiego, prezentacja rękopisu Żeromskiego w ramach cyklu Skarby Ossolineum. Grzech nie zobaczyć, 27–28 października 2018[36]
- Juliusz Słowacki i Zbigniew Herbert komentują Muzeum Pana Tadeusza, wystawa w ramach II Festiwalu Tradycji Literackich, zainspirowana twórczością dwóch wybitnych poetów – Juliusza Słowackiego i Zbigniewa Herberta, 4 września–2 grudnia 2018[37]
- Łap chwile na Dolnym Śląsku, wystawa planszowa, która dzięki archiwalnym zdjęciom z okresu PRL-u prezentowała, jak spędzano lato na Dolnym Śląsku, 2 sierpnia 2018 – 28 października 2018[38]
- Między nauką a polityką. Profesor Stanisław Kulczyński (1895–1975), wystawa planszowa opowiadającą o profesorze Stanisławie Kulczyńskim, botaniku i pierwszym rektorze połączonych uczelni Uniwersytetu i Politechniki, którego Marek Krajewski uwiecznił w powieści Rzeki Hadesu, 15 maja 2018 – 15 lipca 2018[39]
- Księgi „Pana Tadeusza”, wystawa prezentująca 12 ksiąg poematu w 12 plakatach współczesnych twórców, kurator: Beata Bartecka, 5 kwietnia 2018 – 19 sierpnia 2018[40]
- Świat patrzy na tę zbrodnię i milczy…, wystawa o organizacji „Żegota” pomagającej Żydom podczas Holocaustu, 13 marca 2018 – 13 maja 2018
- Wyspa wolności. O Towarzystwie Historyczno-Literackim i Bibliotece Polskiej w Paryżu, wystawa planszowa opowiadająca o niezwykłej bibliotece w Paryżu, która powstała i rozwinęła się dzięki m.in. księciu Adamowi Czartoryskiemu, Karolowi Sienkiewiczowi i Adamowi Mickiewiczowi, 9.01.2018–4.02.2018[41].

#### 2017
- Różewicz. Bez tekstu, wystawa przybliżająca postać Tadeusza Różewicza poprzez filmy oraz przedmioty, które towarzyszyły mu w codziennym życiu, kurator: Mariusz Urbanek, 15 grudnia 2017 – 18 marca 2018[42].
- Inne strony rękopisu „Pana Tadeusza”, wystawa prezentująca wszystkie zachowane karty brudnopisu i czystopisu poematu Adama Mickiewicza, kuratorka: Małgorzata Orzeł, 29.09.2017–05.11.2017[43].
- Günter Grass – kolekcja gdańska w drodze, wystawa prezentująca rysunki i rzeźby Güntera Grassa, kuratorka: Marta Wróblewska, 8 sierpnia–17 września 2017[44]
- Stankiewicz–Różewicz–Stankiewicz, wystawa prezentująca historię współpracy Tadeusza Różewicza i Eugeniusza Geta Stankiewicza w fotografiach Janusza Stankiewicza, kurator: Mariusz Urbanek, 11 kwietnia–25 czerwca 2017[45].
- Historia Kamienicy Pod Złotym Słońcem, wystawa planszowa o historii budynku, w którym mieści się Muzeum Pana Tadeusza, współpraca: Beata Maciejewska, marzec–lipiec 2017[46].
- Odciskanie świata, wystawa fotografii prezentujące prace uczennic z Młodzieżowego Ośrodka Socjoterapii nr 2 we Wrocławiu w ramach Festiwalu Tradycji Literackich, 11.11.2017–7.01.2018[47].
- Tak to widzę!, planszowa wystawa fotografii prezentująca efekty cyklu warsztatów fotografii otworkowej dla dzieci i młodzieży z Dolnego Śląska, który zainspirowała Jadwiga Nowak-Jeziorańska, 27.10.2017–28.02.2018[48].

#### 2016
- Artyści i arcydzieła ilustracji. 50 ilustratorów, wystawy 1967–2016, wystawa w ramach Festiwalu Literatury Dla Dzieci, 31 maja–30 czerwca[49].
- Wspomnienie miłosnego święta, wystawa o tęsknocie, nostalgii i pamięci w kontekście ślubnej mody i obyczajów z PRL, współpraca: Anna Straszewska, Zuzanna Żubka-Chmielewska, Beata Kwiatkowska, 6 sierpnia–18 września 2016[50].
- Historia przyszłości, wystawa w ramach 12. Międzynarodowego Festiwalu Opowiadania, artyści: Agata i Piotr Bartos, Natalia Bażowska, Jagoda Charkiewicz, Ignacy Czwartos, Fontarte, Krzysztof Gawronkiewicz, Karolina Jaklewicz, Paweł Jarodzki, Agnieszka Jarząb, Fabien Lédé, Patryk Mogilnicki, Tomek Płonka, Łukasz Rusznica, Małgorzata Salamon, Kama Sokolnicka, Anna COXIE Szejdewik, Antek Wajda, Katarzyna Walentynowicz, Jakub Woliński, 2016–2017[51].
- Im więcej Ci dano, tym więcej jesteś winnien… Dary Fundacji Lanckorońskich i Piotra Pinińskiego dla Ossolineum, wystawa zbiorów miniatur i rękopisów, kuratorka: Anita Soroko, 23 września–18 grudnia 2016[52].
- Nieczytelność. Palimpsesty, wystawa o zjawisku nieczytelności i nawarstwiania się pisma, artyści:  Andrzej Bednarczyk, Jan Berdyszak, Marcin Berdyszak, Irma Blank, Witosław Czerwonka, Małgorzata Dawidek, Irmina Felińska, Katarzyna Giełżyńska, Krzysztof Gliszczyński, Roma Hałat, Jakub Jasiukiewicz, Sasaguchi Kazz, Hacer Kıroğlu, Piotr Korzeniowski, Andrzej Leśnik, Zbigniew Libera, Navid Nuur, Franciszek Orłowski, Michał Martychowiec, Ewa Partum, Ireneusz Pierzgalski, Sophia Pompéry, Ketty La Rocca, Antoni Starczewski, Tamás St. Auby, Zbigniew Sałaj, Andrzej Szewczyk, Jan Tarasin, Endre Tót, Marian Warzecha, Marek Wasilewski, Bogdan Wojtasiak; kuratorka: Marta Smolińska, 17 grudnia 2016 – 2 kwietnia 2017[53].
- Arczyński #100. Fotografie wrocławskie, planszowa wystawa fotografii Stefana Arczyńskiego, sierpień–wrzesień 2016[54].
- Czarna sztuka. Arcydzieła. Ossolińskie stare druki na fotografiach, wystawa planszowa, listopad 2016–styczeń 2017[55].

### Działalność edukacyjna
Bogaty program edukacyjny i artystyczny muzeum, a także szereg organizowanych przez placówkę wystaw czasowych i działań interdyscyplinarnych poszerzają perspektywę problemową wystaw stałych, co pozwala na podjęcie dialogu z najciekawszymi wątkami kultury współczesnej. Muzeum prowadzi także działalność badawczą i inspiruje wydarzenia poświęcone społecznemu oddziaływaniu twórczości literackiej. Muzeum posiada wyspecjalizowaną ofertę lekcji i warsztatów, prowadzonych przez specjalnie przeszkolonych edukatorów, które są wzbogacone o działania interaktywne bazujące na rozmowie i korzystające z bogatego zaplecza multimediów. To dialog z młodym człowiekiem, który podejmuje próbę zrozumienia historii ojczyzny i swojej tożsamości narodowej.